# Saint-Amand-Longpré
Saint-Amand-Longpré je naselje in občina v osrednjem francoskem departmaju Loir-et-Cher regije Center. Leta 2009 je naselje imelo 1.214 prebivalcev.

## Geografija
Kraj leži v pokrajini Orléanais ob reki Brenne, 31 km severozahodno od Bloisa.

## Uprava
Saint-Amand-Longpré je sedež istoimenskega kantona, v katerega so poleg njegove vključene še občine Ambloy, Authon, Crucheray, Gombergean, Huisseau-en-Beauce, Lancé, Nourray, Prunay-Cassereau, Saint-Gourgon, Sasnières, Villechauve in Villeporcher s 4.931 prebivalci (v letu 2010).
Kanton Saint-Amand-Longpré je sestavni del okrožja Vendôme.

## Zanimivosti
- cerkev sv. Amanda,
- cerkev sv. Petra, Longpré, francoski zgodovinski spomenik od leta 2007.